# Danh mục tác phẩm của Felix Mendelssohn
Dưới đây là các tác phẩm của nhà soạn nhạc người Đức gốc Do Thái Felix Mendelssohn.

## Ca kịch

### Opera
- Đám cưới của Camacho (1827)
- Lorelei (không hoàn thành)

### Operetta
- Con trai và người lạ mặt (1829)

## Thanh xướng kịch
- Thánh Paul (1836)
- Elijah (1846)

## Cantata
- Đêm Walpurgis đầu tiên (1831-1842)

## Giao hưởng

### Dàn nhạc giao hưởng
- Giao hưởng số 1 (1824)
- Giao hưởng số 2 (Khúc hát ngợi ca) (1840)
- Giao hưởng số 3 (Scotland) (1833)
- Giao hưởng số 4 (Ý) (1833)
- Giao hưởng số 5 (Cải cách) (1830)

### Dàn nhạc dây
- 11 bản cho dàn nhạc dây.

## Overture
- Giấc mộng đêm hè (1826)
- Hebrides (1832)
- Biển lặng và những chuyến đi hạnh phúc (1832)
- Nàng tiên Melusina (1833)
- Ruy Blas (1839)

## Concerto

### Piano
- Số 1 (1831)
- Số 2 (1837)

### Violin
- Số 1 (1822)
- Số 2 (1844)

## Nhạc thính phòng

### Hòa tấu
- Hơn 20 tác phẩm hòa tấu thính phòng.

#### Lục tấu
- Lục tấu cho piano (1824)

#### Ngũ tấu
- Ngũ tấu số 1 (1826)
- Ngũ tấu số 2 (1845)

#### Tứ tấu

##### Piano
- Số 1 (1822)
- Số 2 (1823)
- Số 1 (1825)

##### Khác
- Số 1 (1829)
- Số 2 (1837)
- Số 3 (1838)
- Số 4 (1838)
- Số 5 (1838)
- Số 6 (1843-1847)

#### Hòa tấu khác
- Octet (1825)
- Các tác phẩm hòa tấu khác

### Tác phẩm dành riêng cho piano
- Những bài ca không lời
- sáu bản prelude và fuga
- Các bản fantasy, capriccio

### Sonata
- 6 bản sonata cho organ

### Tiểu phẩm
- Các tiểu phẩm dành cho nhiều nhạc cụ

### Ca khúc
- Hơn 80 ca khúc cho ca sĩ và piano

### Các tác phẩm thính phòng khác
- Gần 60 hòa ca thanh nhạc, hợp xướng

## Các sáng tác khác
- Nhạc cho kịch Giấc mộng đêm hè của William Shakespeare.
- Các bản thánh ca, tụng ca và các tác phẩm nhạc tôn giáo khác.
- Các tác phẩm khác cho dàn nhạc giao hưởng.
- Nhiều tác phẩm khác nữa.